# Mateu Morral i Roca
Mateu Morral Roca (Sabadell, 27 de novembre de 1879 - Torrejón de Ardoz, 2 de juny de 1906) fou un anarquista català. És conegut com a responsable de l'atemptat contra Alfons XIII i Victòria Eugènia el 31 de maig de 1906, el dia de les seves noces.

## Biografia
Fill de l'empresari tèxtil (filatura) Martí Morral Badia, de Sabadell, parlava diversos idiomes i, en viatjar per Alemanya, va conèixer i va fer seu l'anarquisme. De tornada a Espanya va decidir abandonar el negoci familiar i va començar a treballar com a bibliotecari amb Francesc Ferrer i Guàrdia. Durant aquest període seria autor d'alguns breus textos, com Pensamientos revolucionarios de Nicolás Estévanez, publicat amb un pròleg de Federico Urales.

## Atemptat

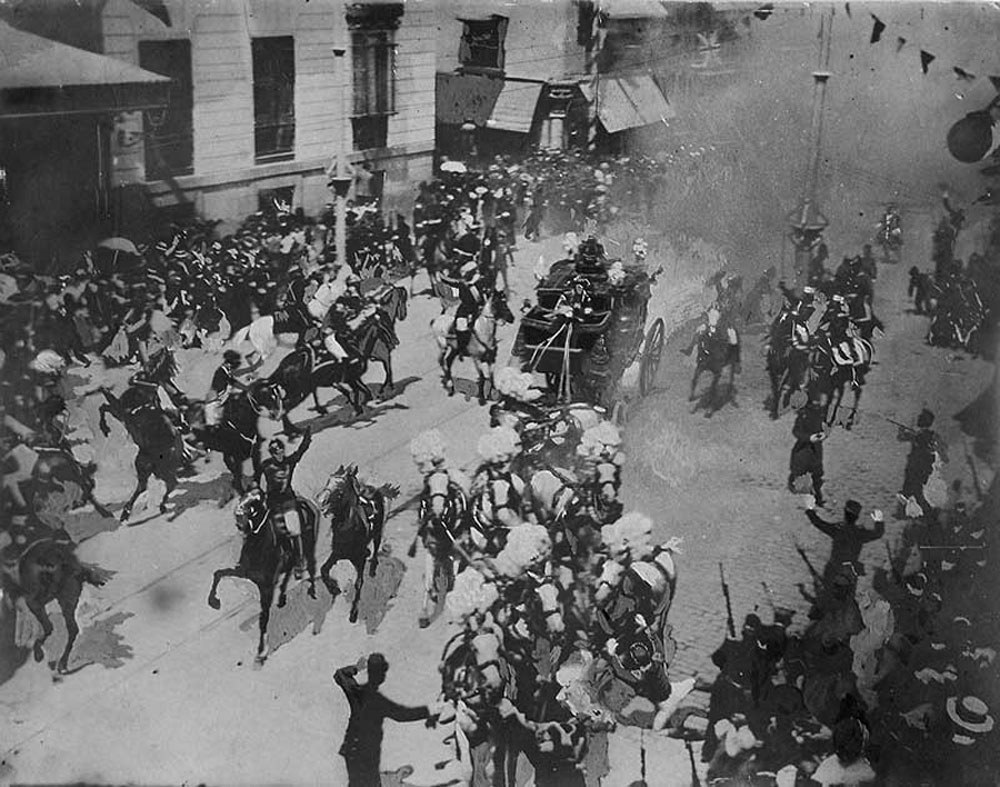
Fotografia històrica de segons després de l'atemptat contra el rei Alfons XIII i Victòria Eugènia

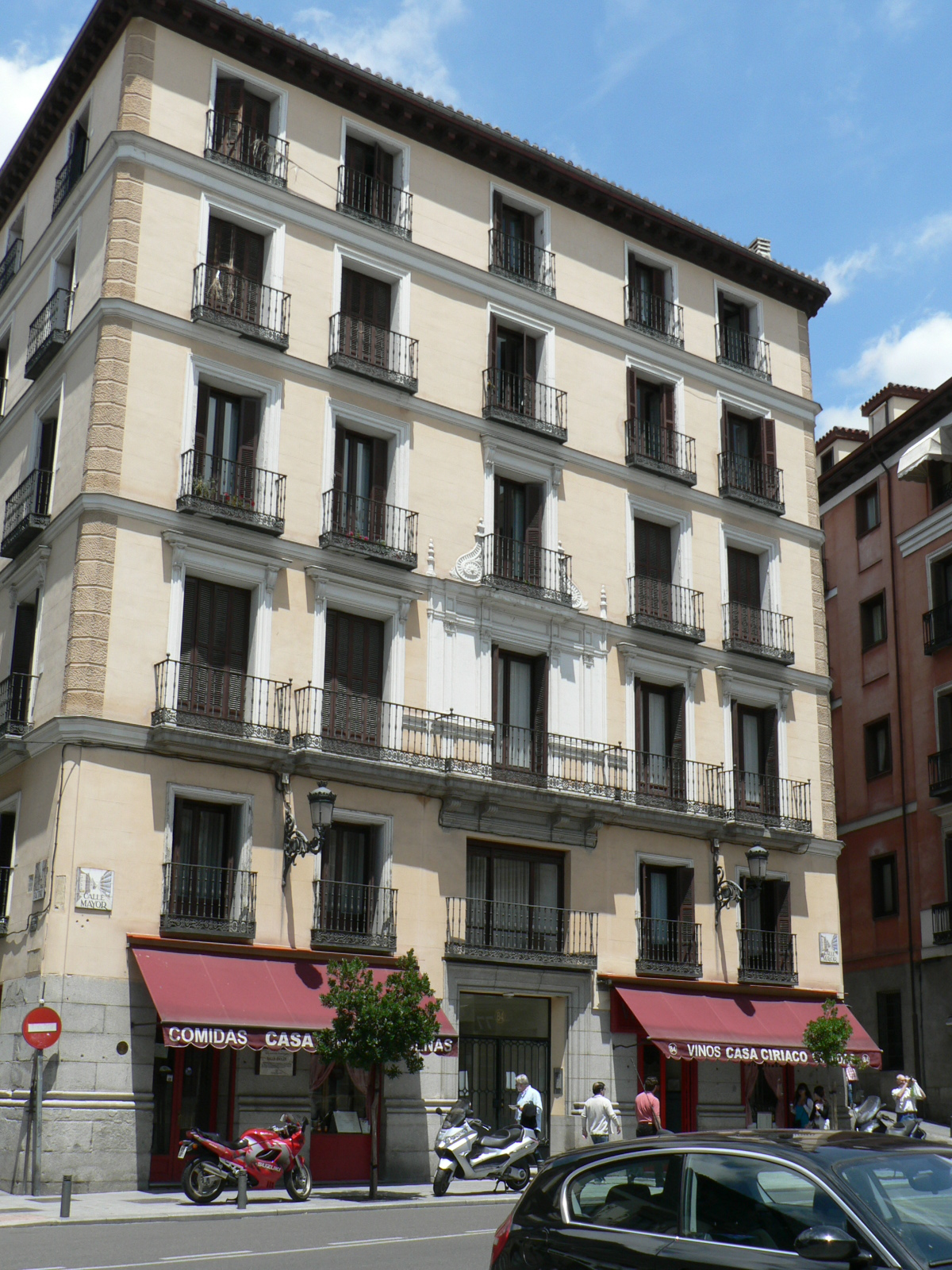
La casa-pensió al núm. 88 del carrer Mayor.

En 1906 va viatjar a Madrid a preparar l'atemptat contra el rei Alfonso XIII, consistent en una bomba de fabricació casolana de les anomenades d'inversió, conegudes com a bomba Orsini. La bomba, segons el novel·lista Pío Baroja, li hauria estat lliurada deu dies abans, procedent de França i embolicada en una bandera francesa, pel seu ideòleg favorit, el militar i ministre de la Guerra durant la Primera República, Nicolás Estévanez.
Morral va llançar la bomba oculta en un ram de flors al pas de la comitiva dels Reis, quan es dirigien al Palau Reial de Madrid, des de la balconada de la pensió en la qual s'allotjava, situada al tercer pis del número 88 (actualment 84) del carrer Mayor. El ram amb la bomba va ser dirigit cap a la carrossa reial, però en caure va ensopegar amb les vies del tramvia i es va desviar cap a la multitud que estava observant la comitiva. Els reis en van sortir il·lesos, però van morir 25 persones entre militars (15) i civils. Més de cent van resultar ferits.
Morral va aconseguir escapar-se de Madrid, sembla que amb l'ajuda del periodista José Nakens, però el 2 de juny va ser reconegut per diverses persones en un poblet proper a Torrejón de Ardoz, on es va aturar per menjar. Aquestes persones van avisar un guarda jurat particular de camp, Fructuoso Vega, que després d'alguns esbrinaments, el va comminar a seguir-lo.
El que va passar després no és clar. Les fonts de la investigació oficial (sumari 220/1906) sostenen que Morral es va lliurar pacíficament, però que, quan era conduït pel guarda a la casa caserna de Torrejón de Ardoz, el va matar d'un tret i ell es va suïcidar a continuació. En canvi, un estudi forense de les quatre fotografies preses al cadàver indica que l'orifici que se li aprecia al pit és de característiques incompatibles tant amb el tret a curta distància com amb la pistola Browning que presumptament duia oculta.
El seu cos i el del guarda van ser mostrats a l'ajuntament del poble, fins que els van portar a Madrid al cap de poques hores.
En el posterior judici, José Nakens, Francesc Ferrer i Guàrdia i altres anarquistes van ser condemnats per conspiració. Van ser indultats un any després. Ferrer Guàrdia va ser executat en 1909, malgrat les protestes i pressions internacionals, a conseqüència de la Setmana Tràgica de Barcelona.

## Llegat
La via de Massagué de Sabadell es va dir avinguda de Mateu Morral del 6 de gener de 1937 al 27 de maig de 1939.
En plena Guerra Civil, l'Ajuntament de Madrid, reanomenà el carrer Mayor com a carrer de Mateo Morral, segons l'estudi Toponimia madrileña: proceso evolutivo, de Luis Miguel Aparisi Laporta. Acabada la guerra, la dictadura de Francisco Franco va retornar a l'antiga via madrilenya la seva denominació original.